# Dzirżysława
Dzirżysława, Dziersława, Dzirsława, Dzierżysława – staropolskie imię żeńskie, złożone z członów Dzirży- („trzymać”) i -sława („sława”). Oznaczało prawdopodobnie „tę, która posiada sławę”. W źródłach polskich poświadczone jako Dzirżysława (XII wiek), Dziersława (1400 rok).
Dzirżysława imieniny obchodzi 24 marca i 18 czerwca.
Męskie odpowiedniki: Dzierżysław, Dzirżysław, Dziersław, Dzirsław.